# Anatole agave
Anatole agave is een vlinder uit de familie van de prachtvlinders (Riodinidae). De wetenschappelijke naam van de soort is voor het eerst geldig gepubliceerd in 1886 door Godman & Salvin.